# 교동 (삼척시)
교동(校洞)은 대한민국 강원특별자치도 삼척시의 행정동이다. 이 지역에 택지 조성으로 인해 아파트의 밀집 및 관공서의 집중이 되면서 삼척의 새로운 중심지로 떠오르고 있다. 교동에는 삼척해수욕장, 증산해수욕장과 같은 관광지와 더불어 삼척향교, 삼척체육관, 종합운동장, 강원대학교 삼척캠퍼스 등의 시설들이 위치하고 있다.

## 연혁
- 1986년 1월 1일 삼척군 삼척읍이 삼척시로 승격하게 되면서 교리, 마달리, 우지리, 증산리, 갈천리를 합쳐 교동이라고 명명했다.

## 법정동
- 갈천동 (葛川洞)

삼척해수욕장이 있다. 일성트루엘 시그니처가 2022년 1월 준공되었다. 쏠비치 삼척이 있다.
- 교동 (校洞)

교동택지가 있으며, 삼척시청과 삼척향교가 있다.
- 마달동 (麻達洞)

강원대학교 삼척캠퍼스가 있다.
- 우지동 (禹地洞)

7번 국도를 따라 동해시로 가는 관문. 산골 마을이다.
- 증산동 (甑山洞)

삼척시 북쪽에 있으며, 이사부사자공원, 해가사의터, 증산해수욕장이 있으며, 동해시와 연결된다.

## 교육
- 삼척초등학교
- 삼척중앙초등학교
- 정라초등학교
- 삼척서부초등학교
- 삼척진주초등학교
- 삼척중학교
- 삼일중학교
- 삼척여자중학교
- 삼척고등학교
- 삼일고등학교
- 삼척여자고등학교
- 강원대학교 삼척캠퍼스

## 주요기관
- 삼척시청 (교동)
- 삼척시 선거관리위원회 (교동)
- 삼척교육지원청 (교동)
- 삼척세무서 (교동)
- 삼척시법원 (교동)
- 삼척시평생학습관 (교동)
- MBC강원영동 삼척방송국 (갈천동)
- 국민연금공단 삼척지사 (교동)

## 아파트
| 단지명               | 건설사         | 시행사                  | 주소                   | 입주        | 비고                |
| -------------------- | -------------- | ----------------------- | ---------------------- | ----------- | ------------------- |
| 교동청솔 2차         |                | 한국토지신탁            | 정상로 81 (교동)       | 2003년 11월 | 1차는 정상동에 위치 |
| 교동 코아루          | 채원건설㈜     | 한국토지신탁            | 교동로 113 (교동)      | 2005년 8월  |                     |
| 교동 코아루타워      | ㈜동호종합건설 | 한국토지신탁            | 교동로 97 (교동)       | 2014년 5월  |                     |
| e편한세상 삼척 교동  | 대림산업       | ㈜대한토지신탁          | 하실길 72 (교동)       | 2018년 3월  |                     |
| 교동 신동아          | 신동아건설     | ㈜신세대건설            | 정상로 90 (교동)       | 1998년 12월 |                     |
| 마달 세영리첼        | ㈜세영종합건설 | ㈜세영개발              | 마달길 215 (마달동)    | 2017년 12월 |                     |
| 삼척 트루엘 시그니처 | 일성건설       | 삼척에버빌 지역주택조합 | 동해대로 4360 (갈천동) | 2022년 1월  |                     |

## 문화재
- 강원특별자치도유형문화재 제102호 삼척향교

## 관광
- 삼척해수욕장
- 증산해수욕장

## 교통
- 삼척선 — 삼척해변역